# Kirby (Wyoming)
Kirby è un centro abitato (town) degli Stati Uniti d'America, situato nella Contea di Hot Springs nello Stato del Wyoming. Nel censimento del 2000 la popolazione era di 57 abitanti.

## Geografia fisica
Secondo i rilevamenti dell'United States Census Bureau, la località di Kirby si estende su una superficie di 0,3 km², tutti occupati da terre.

## Popolazione
Secondo il censimento del 2000, a Kirby vivevano 57 persone, ed erano presenti 14 gruppi familiari. La densità di popolazione era di 202,5 ab./km². Nel territorio comunale si trovavano 37 unità edificate. Per quanto riguarda la composizione etnica degli abitanti, il 94,74% era bianco, il 3,51% proveniva dall'Asia e l'1,75% apparteneva a due o più razze. La popolazione di ogni razza ispanica corrispondeva al 7,02% degli abitanti.
Per quanto riguarda la suddivisione della popolazione in fasce d'età, il 17,5% era al di sotto dei 18, il 5,3% fra i 18 e i 24, il 24,6% fra i 25 e i 44, il 40,4% fra i 45 e i 64, mentre infine il 12,3% era al di sopra dei 65 anni di età. L'età media della popolazione era di 46 anni. Per ogni 100 donne residenti vivevano 78,1 uomini.